# Marie d'Épinay
Ne doit pas être confondu avec Marie de L'Épinay.
Marie d'Épinay, née à Rome le 18 décembre 1870 et morte au Puy-en-Velay le 10 novembre 1960, est une peintre, pastelliste et illustratrice française.

## Biographie
Fille de Prosper d'Épinay, elle suit son père à New York en 1896 et prend part au Salon des artistes français à partir de 1893. On lui doit de nombreux dessins pour L'Illustration. 
Membre de la Société nationale des beaux-arts, elle expose au Salon de Paris de 1929 la toile Printemps, étude et le pastel Portrait de Mlle Marie-Louise R.... 